# Krešimir I.
Krešimir I. bio je hrvatski kralj iz vladarske dinastije Trpimirovića koji je vladao od oko 935. do oko 945. godine.

## Životopis
Spominje ga bizantski car Konstantin VII. Porfirogenet u svome djelu „De administrando imperio”. Smatra se da je bio sin i nasljednik Trpimira II. Na hrvatsko je prijestolje došao oko 935. godine. Konstantin VII. navodi kako je Hrvatska u njegovo doba raspolagala velikom vojnom silom:
„Krštena Hrvatska može podići do 60 tisuća konjanika, pješaka do 100 tisuća, sagena do 80, kondura do 100. Sagene imaju po 40 momčadi, kondure: veće po 20, manje samo po 10 momčadi. Tu veliku moć i mnoštvo naroda imala je Hrvatska do vladara Krešimira. Kada je on umro, narodom je vladao njegov sin Miroslav. Kad je njega poslije četiri godine vladanja ubio ban Pribunia, nastadoše razmirice i mnoge stranke u zemlji. Tada se veoma umanji broj konjanika i pješaka; isto tako sagena i kondura hrvatske države. Sad ona ima sagena 30, kondura velikih i malih, konjanika i pješaka.”
Zadržao je moć i granice Hrvatskog Kraljevstva u opsegu kao i njegovi prethodnici.
Imao je sinove, starijeg Miroslava i mlađeg Mihajla Krešimira II.